# Cercenasco
Cercenasco (piemontesisch Sësnasch) ist eine Gemeinde in der italienischen Metropolitanstadt Turin (TO), Region Piemont.

## Lage und Einwohner
Cercenasco liegt im Westen der Poebene nahe der Mündung des Pellice in den Po, etwa 25 km südwestlich von Turin. Das Gemeindegebiet umfasst eine Fläche von 13 km² und hat 1759 Einwohner (Stand 31. Dezember 2023). 
Die Nachbargemeinden sind Castagnole Piemonte, Scalenghe, Buriasco, Virle Piemonte und direkt im Süden Vigone.